# ياريليس باريوس
ياريليس باريوس كاستانيدا (بالإسبانية: Yarelys Barrios Castañeda)‏ هي رامية قرص كوبية ولدت في يوم 12 يوليو 1983 في مدينة بينار ديل ريو. أبرز إنجازاتها كان فوزها بالميدالية البرونزية في دورة الألعاب الأولمبية الصيفية 2012 في لندن. فازت أيضاً بالميدالية الفضية بطولة العالم لألعاب القوى 2007 في أوساكا وبطولة العالم لألعاب القوى 2009 في برلين. فازت أيضاً بالميدالية البرونزية في بطولة العالم لألعاب القوى 2011 في دايغو وبطولة العالم لألعاب القوى 2013 في موسكو. أفضل رقم سجلته هو 63.9 متر في أوساكا في سنة 2007.